# X-boson
En X-boson är en hypotetisk elementarpartikel inom partikelfysiken. Den förekommer i vissa föreslagna teorier bortom Standardmodellen – så kallade storförenade teorier. X-bosonen antas ha mycket stor massa och kan därför ha förekommit de första ögonblicken efter Stora smällen. X-bosonen och dess antipartiklar tros vara instabila och sönderfalla till andra partiklar efter mycket kort tid.